# Martin Vidović

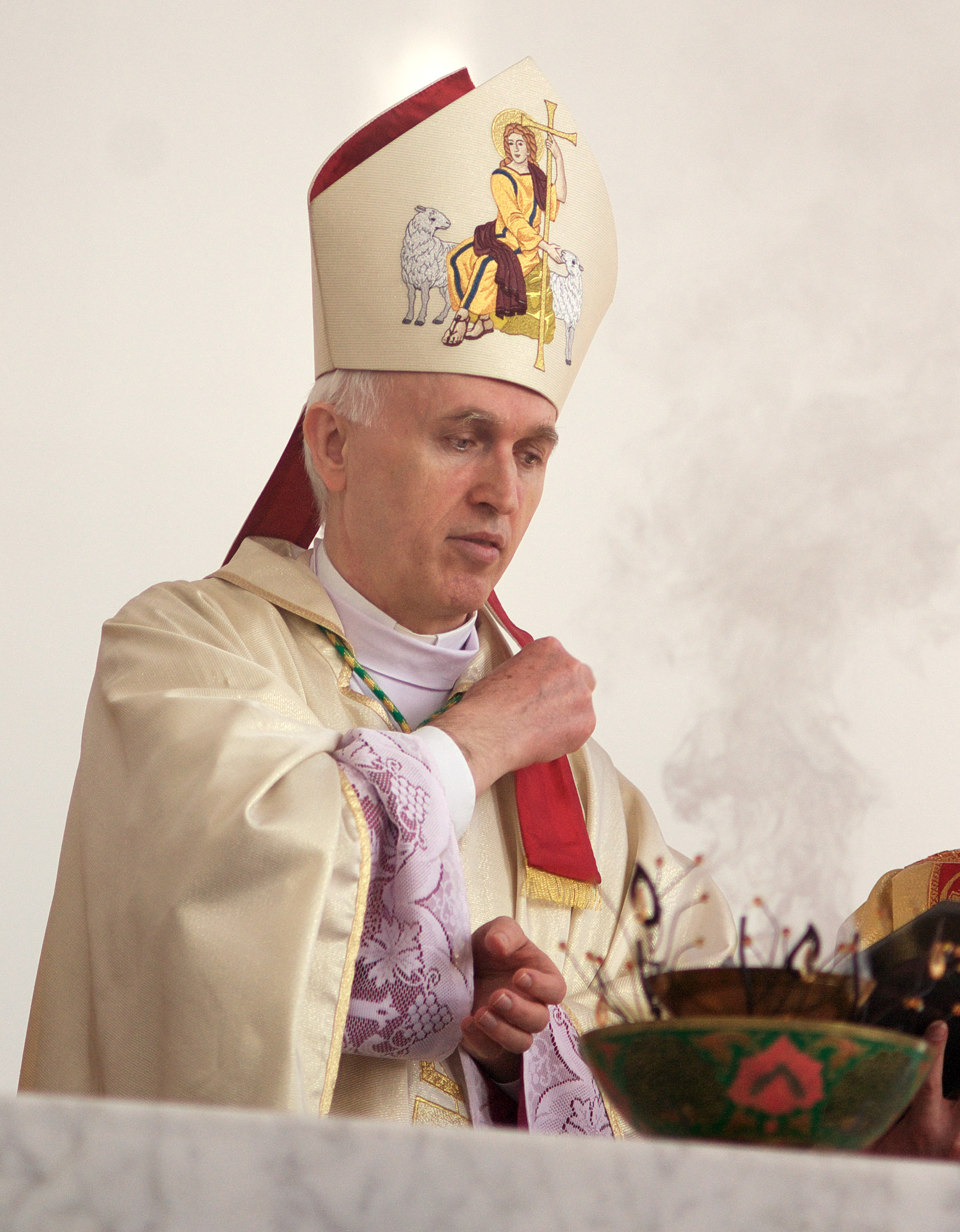
Erzbischof Martin Vidović

Erzbischofswappen

Martin Vidović (* 15. Juli 1953 in Vidonje bei Metković)
ist ein kroatischer Geistlicher, römisch-katholischer Erzbischof und Diplomat des Heiligen Stuhls.

## Leben
Martin Vidović empfing nach seinen philosophischen und theologischen Ausbildungen in Rom am 28. Mai 1989 im Petersdom durch Papst Johannes Paul II. die Priesterweihe. Er war zunächst als Journalist bei Radio Vatikan (1983/94) und L’Osservatore Romano sowie für die kroatische Wochenzeitung Glas Koncila tätig. Er trat in den Dienst des Heiligen Stuhls ein und war im Staatssekretariat für den Wiederaufbau in Bosnien und Herzegowina tätig. Von 1994 bis 1999 war er Sekretär des Apostolischen Nuntius in Bosnien und Herzegowina. 1997 wurde er zum Kaplan Seiner Heiligkeit ernannt. 2001 wurde er zudem für Peregrinatio ad Petri Sedem tätig, die päpstliche Institution zur Unterstützung der Rom-Pilger.
Am 15. September 2004 wurde er durch Papst Johannes Paul II. zum Titularerzbischof von Nona ernannt und zum Apostolischen Nuntius in Belarus bestellt. Die Bischofsweihe spendete ihm Kardinalstaatssekretär Angelo Sodano am 21. November 2004 in Split. Mitkonsekratoren waren der Erzbischof von Vrhbosna, Vinko Kardinal Puljić, und der Erzbischof von Split-Makarska, Marin Barišić.
Martin Vidović musste am 15. Juli 2011 wegen seines Engagements für die Menschenrechte aus Minsk abgezogen werden.
Er spricht Italienisch, Russisch, Französisch, Spanisch und Deutsch.